# Muzeji moskovskog kremlja
Muzeji moskovskog kremlja (ruski: Музеи Московского Кремля, skr. MMK) je umjetnička galerija u Moskvi (Rusija) i glavni državni muzej u moskovskom kremlju. 
Njegovi korijeni su u Muzeju oružja kremlja koji je Aleksandar I., ruski car, osnovao u Palači oružja (neorenesansna oružarnica iz 1851. godine) 1806. godine, a u kojemu je danas Muzej ruskog državnog znakovlja i dijamanata („Fundacija dijamanata”). 
Nakon revolucije iz 1917. godine, Muzej je nazvan „Državni muzej dekorativnih umjetnosti i komora oružarnice”. Osim oružarnice, muzejski kompleks uključivao je i katedrale Kremlja i Bojarsku kuću iz 17. stoljeća. God. 1924., stvoren je „Ujedinjeni muzej dekorativnih umjetnosti”, a 1933. god. muzej je prebačen na upravljanje Državnom povijesnom muzeju.
Trenutačni oblik muzej je dobio 1991. god., a ravnateljica muzeja (od 2001.) je Elena Gagarina, kći kozmonauta Jurija Gagarina.
Muzej je 2018. godine bio na 18. mjestu među najposjećenijim muzejima na svijetu, a svake godine ga posjeti oko 2,86 milijuna ljudi.
Muzej moskovskog kremlja se sastoji od više građevina u kremlju:
- Kremljska oružarnica (Palača oružja, Оружейная палата)
- Fundacija dijamanata (Алмазный фонд)
- Katedrala Uznesenja (Успенский Собор)
- Katedrala Arhanđela (Архангельский собор)
- Katedrala Navještenja (Благовещенский собор)
- Rezidencija patrijarha i Crkva dvanaest apostola (Патриарший дворец и церковь Двенадцати апостолов)
- Crkva polaganja Gospina ogrtača (Церковь Ризоположения)
- Zvonik Ivana Velikog (Колокольня Ивана Великого)

- Katedrala Uznesenja
- Crkva dvanaest Apostola (1654.-56.)
- Crkva polaganja Gospina ogrtača (1484.-88.)
- Katedrala Arhanđela
- Zvonik Ivana Velikog

## Vanjske poveznice
- Službene stranice (engl.)

55°44′07″N 37°37′03″E / 55.73528°N 37.61750°E